# Max Ryan

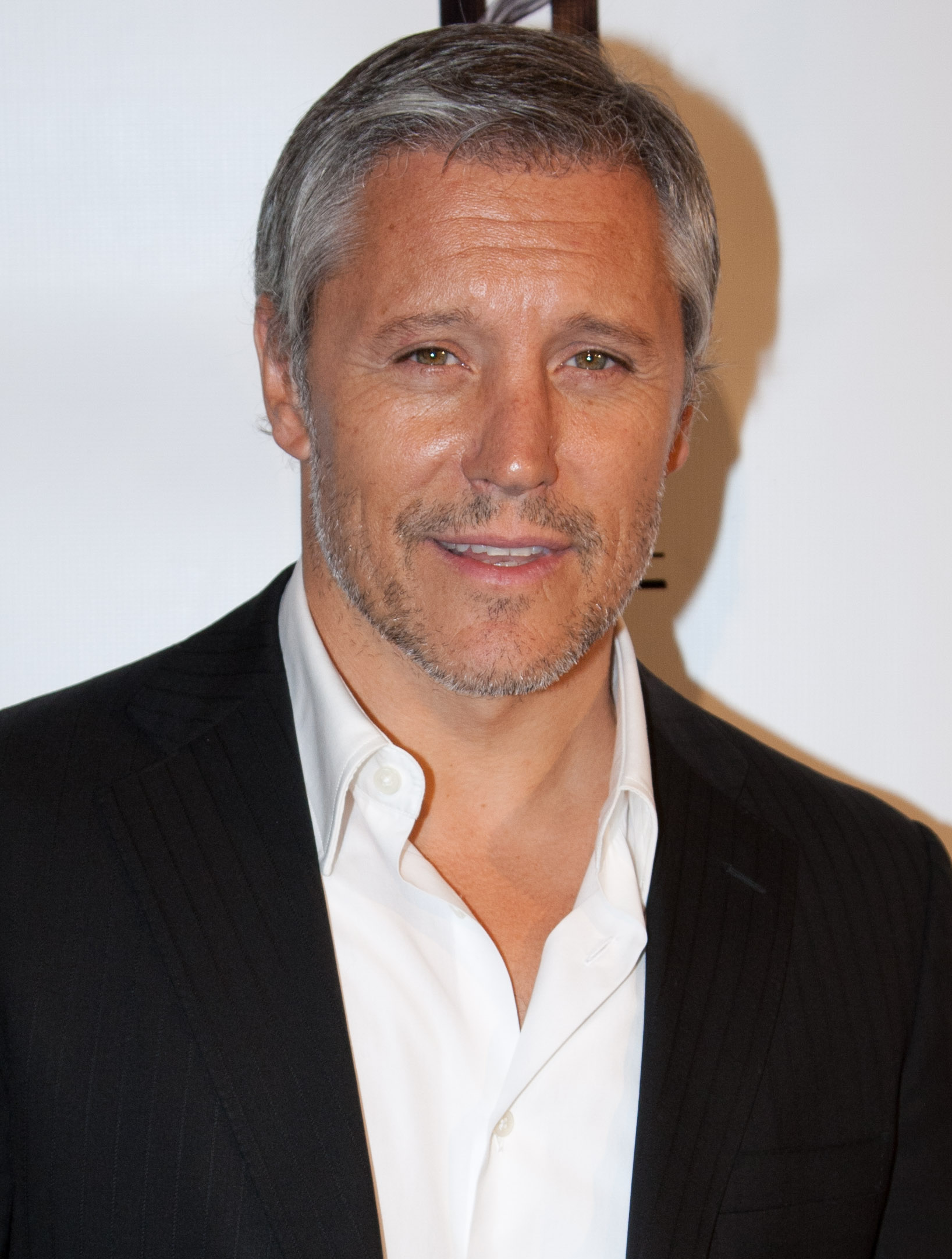
Max Ryan (2012)

Max Ryan (* Februar 1967 in England, Großbritannien) ist ein britischer Schauspieler.

## Leben
Ryan wurde mit polnischen und irischen Wurzeln geboren, sein Großvater war halb Ire, halb Engländer und seine Großmutter eine polnische Jüdin. Max’ Mutter Elizabeth Lynette verließ England und heiratete seinen Vater. Nach Jahren merkwürdiger Begebenheiten in seinem Leben zog Max Ryan nach London und schrieb sich ein in die Theaterschule. Kurze Zeit später wurde ihm eine Rolle in einem TV-Spot angeboten. Mit dem dadurch verbundenen Erfolg begann er als professioneller Schauspieler.

## Filmografie (Auswahl)
- 2000: Yoorinal (Kurzfilm)
- 2001: Attila – Der Hunne (Attila)
- 2001: Kiss of the Dragon
- 2003: The Foreigner – Der Fremde (The Foreigner)
- 2003: Die Liga der außergewöhnlichen Gentlemen (The League of Extraordinary Gentlemen)
- 2003: Craven Marsh (Kurzfilm)
- 2006: Thr3e
- 2007: The Box
- 2008: Skorumpowani
- 2008: Death Race
- 2009: Dark Moon Rising
- 2010: Sex and the City 2
- 2014: Tokarev – Die Vergangenheit stirbt niemals (Rage)
- 2015: Chain of Command (Echo Effect)
- 2016: USS Indianapolis: Men of Courage